# Mattertal
Mattertal, a Rhone völgyétől délre fekvő völgy a svájci Valais kantonban, a Pennini-Alpokban. Másik neve: St. Niklaus-völgy. A völgy legjelentősebb települése Zermatt.

## Földrajza
Mattertal völgyben folyik a Matter Vispa folyó, mely a Rhone mellékfolyója. A völgy Staldennél végződik, ahol találkozik egy másik völggyel (Saas-völgy). A keletkező új völgy néhány kilométer után eléri Visp várost. A völgy magas hegyek között fekszik Zermatttól délre, az olasz határ mellett. A völgy felső része jeges, a második legnagyobb gleccser az Alpokban. Ez a Gorner-gleccser, mely a Monte Rosa mellett található. A Matterhorn mellett a Zmutt-gleccser található. A völgy legmélyebb pontja és a szomszédos hegycsúcsok között 3 km távolság van. A völgy teljes hossza 40 km.

## Települések
A völggyel kapcsolatos települések: (lakosság száma 2013-as adatokat tartalmazza)
Zermatt (5600 lakos)
St. Niklaus (2400 lakos)
Täsch (1212 lakos)
Randa (445 lakos)
Grächen (1396 lakos)
Embd (311 lakos)
Törbel (476 lakos)
Stalden (1111 lakos)

## Közlekedés
A 19. század vége óta a völgy felső végét vasút köti össze Visp várossal. Zermatt felé Täsch-től tiltott a gépjármű közlekedés. 1930 óta a völgy elérhető St. Moritzból a Glacier Express-szel.

## Galéria

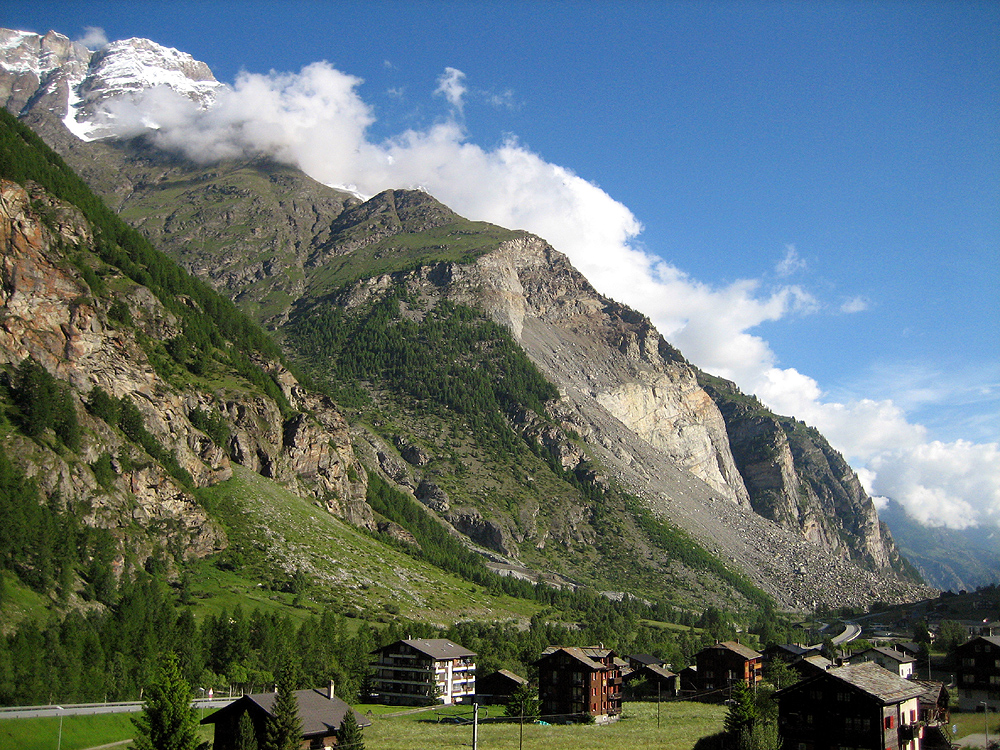
Mattertal Randa-nál

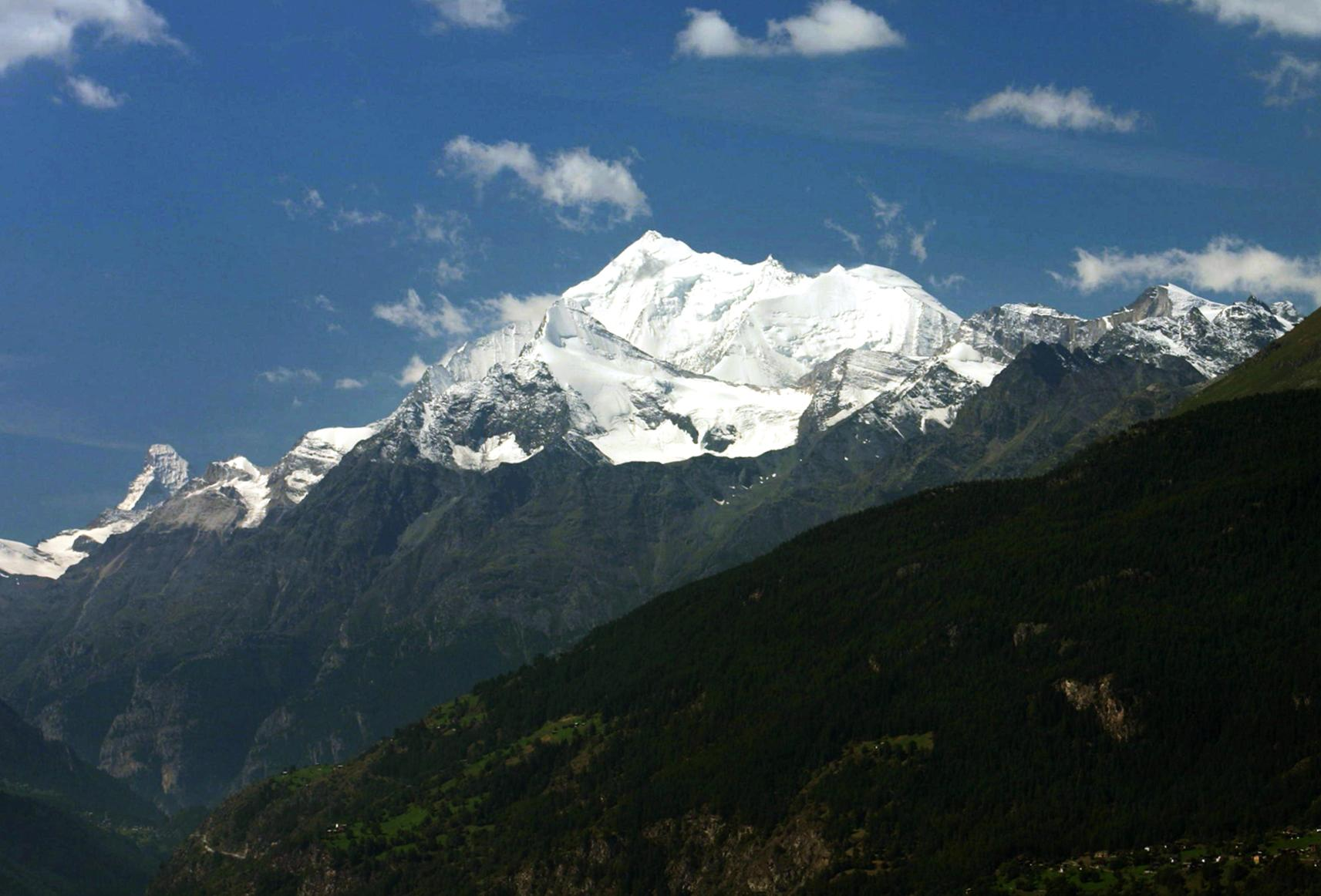
Weisshorn látképe a völgyből